# Koerilenmeer
Het Koerilenmeer (Russisch: Курильское озеро, Koerilskoje ozero) is een kratermeer in het oostelijk deel van de vulkanisch-tektonische depressie Paoezjetka, een caldera van 20 bij 25 kilometer in het zuiden van het Russische schiereiland Kamtsjatka. Direct ten westen van het meer ligt de vulkaan Diki Greben, ten noordoosten de vulkaan Iljinskaja Sopka en ten zuidwesten de vulkaan Kambalnaja Sopka. Het meer heeft een oppervlakte van 77,1 km² en een maximumdiepte van 306 meter.
Het meer vormt de grootste locatie van Eurazië (mogelijk zelfs van de wereld) waar de rode zalm kuitschiet. In het meer bevinden zich de eilanden Samane, Nizki en Serdtse Alaida ("hart van Alaid"), waarvan het laatste in het centrale deel van het meer een spitse ryodacieten lavakoepel vormt, die 300 meter omhoog reikt vanaf de bodem van de caldera en het einde markeert van de laatste uitbarsting.
Het gebied rond het meer is onbewoond. Het meer kan over land alleen via een landweg langs de rivier Ozjornaja worden bereikt vanaf de plaats Ozernovski aan de westkust van het schiereiland.

## Ontstaan
De Paoezjetkacaldera ontstond in twee fasen: rond 41.500 jaar geleden vond een grote uitbarsting plaats waarbij de caldera ontstond. Rond 6440 v. Chr. (volgens andere bronnen 5600 v. Chr.) vond de tweede uitbarsting plaats, met een kracht van 7 op de vulkanische-explosiviteitsindex een van de grootste Holocene uitbarstingen ter wereld. Hierbij werd 140 tot 170 km³ materiaal uitgestoten en ontstonden massieve pyroclastische stromen, die het landschap rond de caldera bedekten. De vulkanische as werd tot 1000 kilometer verderop naar het Aziatische vasteland verspreid. De geleegde magmakamer deed een caldera van 8 bij 14 kilometer ontstaan en is nu voor een groot deel gevuld met het meer.

## Voeding
Het meer wordt vooral gevoed door sneeuw en regen. De belangrijkste toeleveranciers van water zijn de rivieren Chakytsin, Etamynk, Kiroesjoetk en de Vytsjenkia. In het meer ontstaat aan westzijde de rivier de Ozjornaja, die afwatert op de Zee van Ochotsk. Het waterniveau kan jaarlijks ongeveer 1,3 meter variëren, waarbij de hoogste waterstanden worden gemeten in mei, juni en de laagste in april. De gemiddelde temperatuur aan de oever van het meer in september bedraagt 7,6°C met een maximumtemperatuur van 10,8°C.

## Legende rond Alaid en het Koerilenmeer
Volgens een Itelmeense legende die in de 18e eeuw werd verteld aan de Russische wetenschapper Stepan Krasjeninnikov was de vulkaan Alaid op het Koerileneiland Atlasov eens een berg op Kamtsjatka, maar waren de nabijgelegen bergen jaloers op haar schoonheid en verbanden zij de Alaid daarom naar de zee, waardoor het Koerilenmeer achterbleef in zuidelijk Kamtsjatka. Deze legende zou mogelijk een kern van waarheid kunnen bevatten, daar door het smelten van de ijskappen na de laatste ijstijd, het water van de oceanen steeg en mogelijk een landbrug van Kamtsjatka naar de vulkaan Alaid overstroomde.